# John Rutherford (homme politique canadien)
Pour les articles homonymes, voir John Rutherford.
John Rutherford était un homme politique canadien.

## Biographie
John Rutherford est né le 19 juillet 1831 à Tweedside, au Royaume-Uni. Ses parents étaient James Rutherford et Isabella Russell. Il émigra à Manners Sutton, au Nouveau-Brunswick, vers l'âge de vingt ans. Il s'établit au hameau de Tweedside. Il épousa Élizabeth Wightman le  25 décembre 1854. Celle-ci était la fille de John Wightman et Mary Davison, née le 4 mars 1831 à Howtel, dans le Northumberland, au Royaume-Uni, et décédée le 15 juin 1901 à Harvey. Ils ont eu quatre fils, dont John, Charles et James ainsi que deux filles, dont Isabelle.
John Rutherford était un fermier. Il fut élu au conseil municipal du comté d'York et représenta la paroisse de Manners Sutton pendant de nombreuses années. Il fut élu à au moins deux reprises préfet du comté.
Il est mort le 21 décembre 1900 à Harvey.

## Source
- (en) Elizabeth "Bessie" Wightman